# Mörttjärnen (Ljusnarsbergs socken, Västmanland, 665613-144844)
Mörttjärnen är en sjö i Ljusnarsbergs kommun i Västmanland och ingår i Norrströms huvudavrinningsområde.